# Lac Nedlouc
Der Lac Nedlouc ist ein See im Norden der kanadischen Provinz Québec.

## Lage
Der Lac Nedlouc befindet sich in Nunavik, das Teil der Verwaltungsregion Nord-du-Québec ist. Der See liegt im Norden der Labrador-Halbinsel im Bereich des Kanadischen Schildes auf einer Höhe von 319 m. Er befindet sich etwa 120 km östlich des Lac Minto. Die Siedlung Kuujjuaq liegt 260 km ostnordöstlich des Sees. Der stark verzweigte See hat eine Fläche von etwa 44 km² sowie eine Länge von SW-NO-Richtung von 20 km. Der Rivière Nedlouc entwässert den See an dessen Nordostufer zu dem weiter nördlich verlaufenden Rivière aux Feuilles.